# Голлівудський бульвар
Голлівудський бульвар (англ. Hollywood Boulevard) — вулиця в місті Лос-Анджелес, штат Каліфорнія, США, на якій створена Голлівудська алея слави.

## Історія

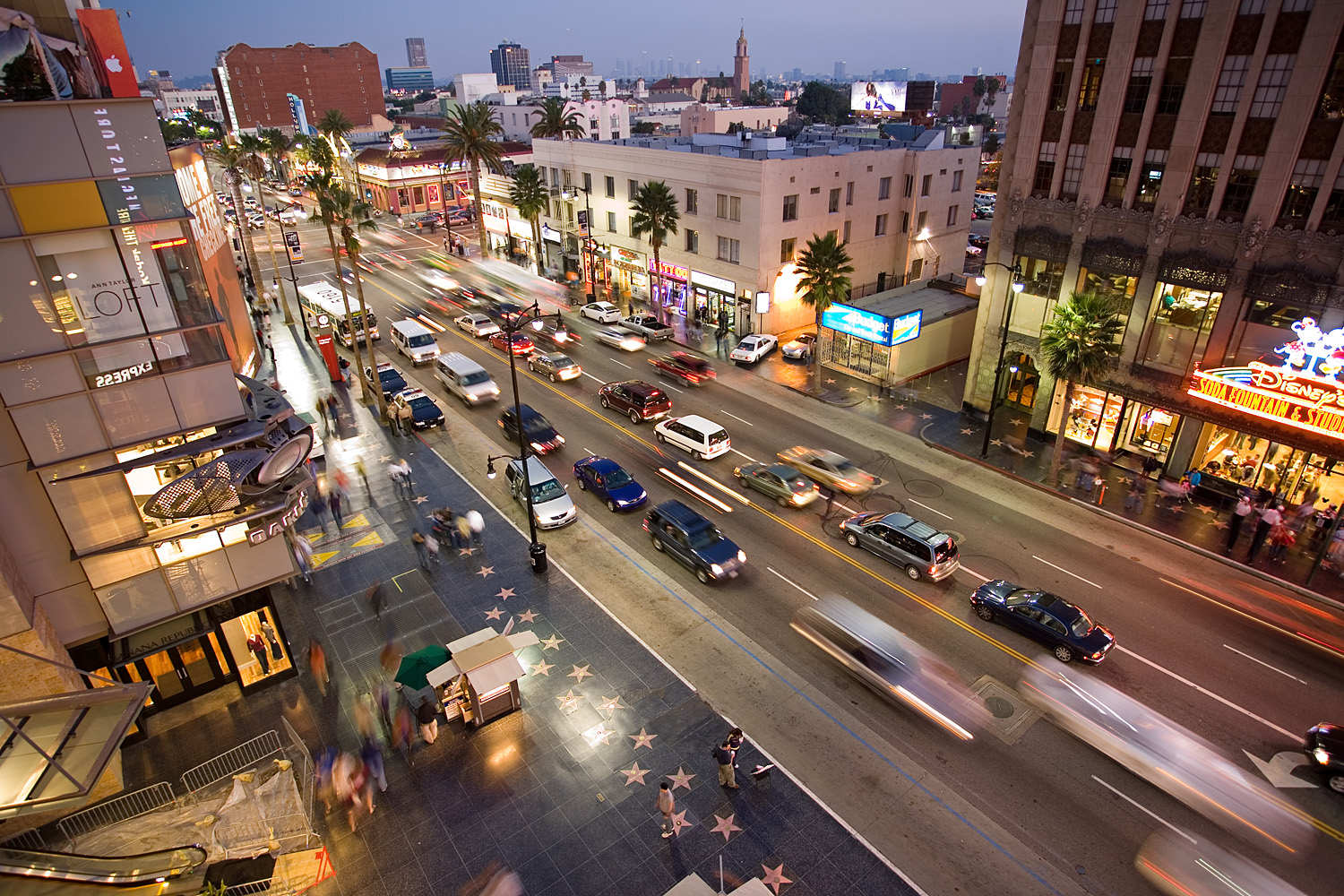
Вид на Голлівудський бульвар з театру Долбі

До 1910 року ця вулиця була проспектом (англ. Prospect Avenue), поки Голлівуд не став частиною міста Лос-Анджелеса.
На початку 1920-х цю територію почав облаштовувати забудовник Чарльз Тоберман, відомий як   «Mr. Hollywood »  і « Father of Hollywood »  , причетний до створення понад  30 проектів - театрів, готелів, храму. Бульваром вулиця стала 1939 року.
1946 року знаменитий американський виконавець Джин Отрі, єдиний митець, який має всі п'ять емблем на пам'ятній зірці, проїжджаючи тут на коні під час параду Hollywood Christmas Parade надихнувся на написання пісні «Here Comes Santa Claus».
1958 року тут створена знаменита Голлівудська алея слави, яка простяглася зі сходу на захід від Гауер-стріт до Ла Бреа авеню. Бульвар внесений до Національного реєстру історичних місць США 4 квітня 1985 (№ 85000704).
Голлівудський бульвар на Різдвяні та Новорічні свята перетворюється в Santa Claus Lane.

## Цікавинки
Серед багатьох відомих місць бульвару особливо знаменитими вважаються Китайський театр, Театр Долбі, Театр Ель-Капітан, театр Pantages , готель Hollywood Roosevelt, Голлівудський масонський храм, Голлівудський музей воскових фігур.

Види бульвару
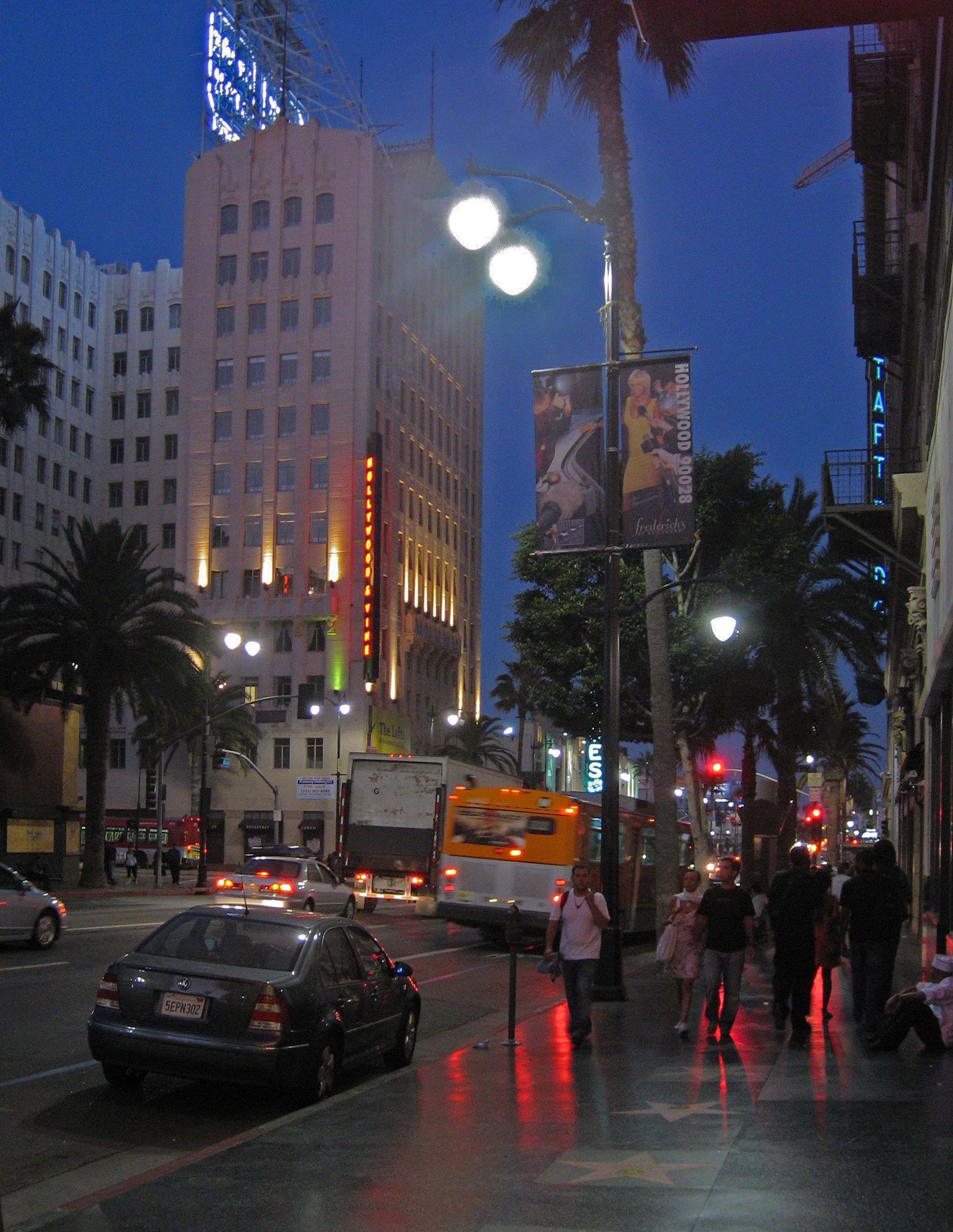
Бульвар вночі
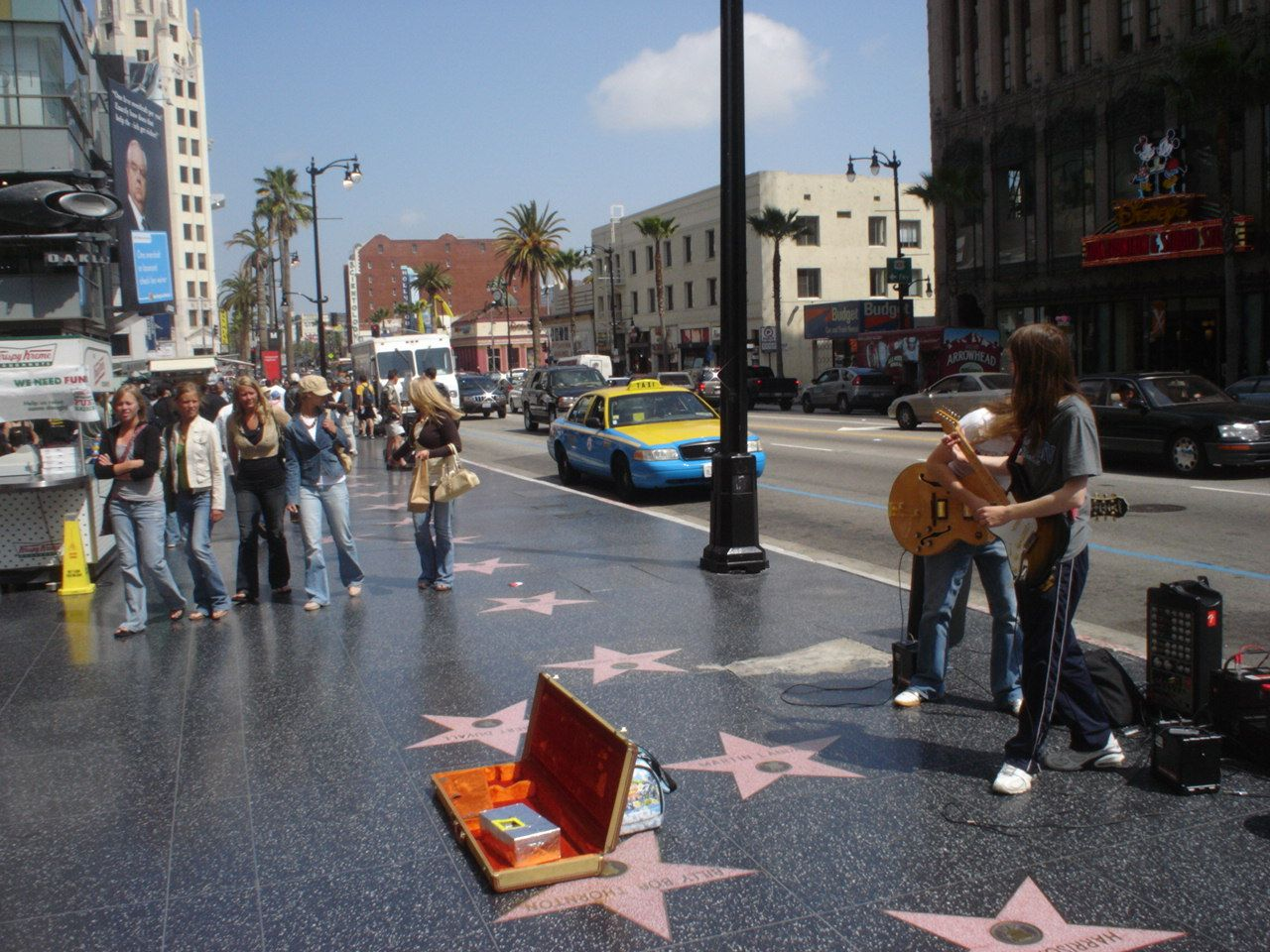
Голлівудська «Алея слави»
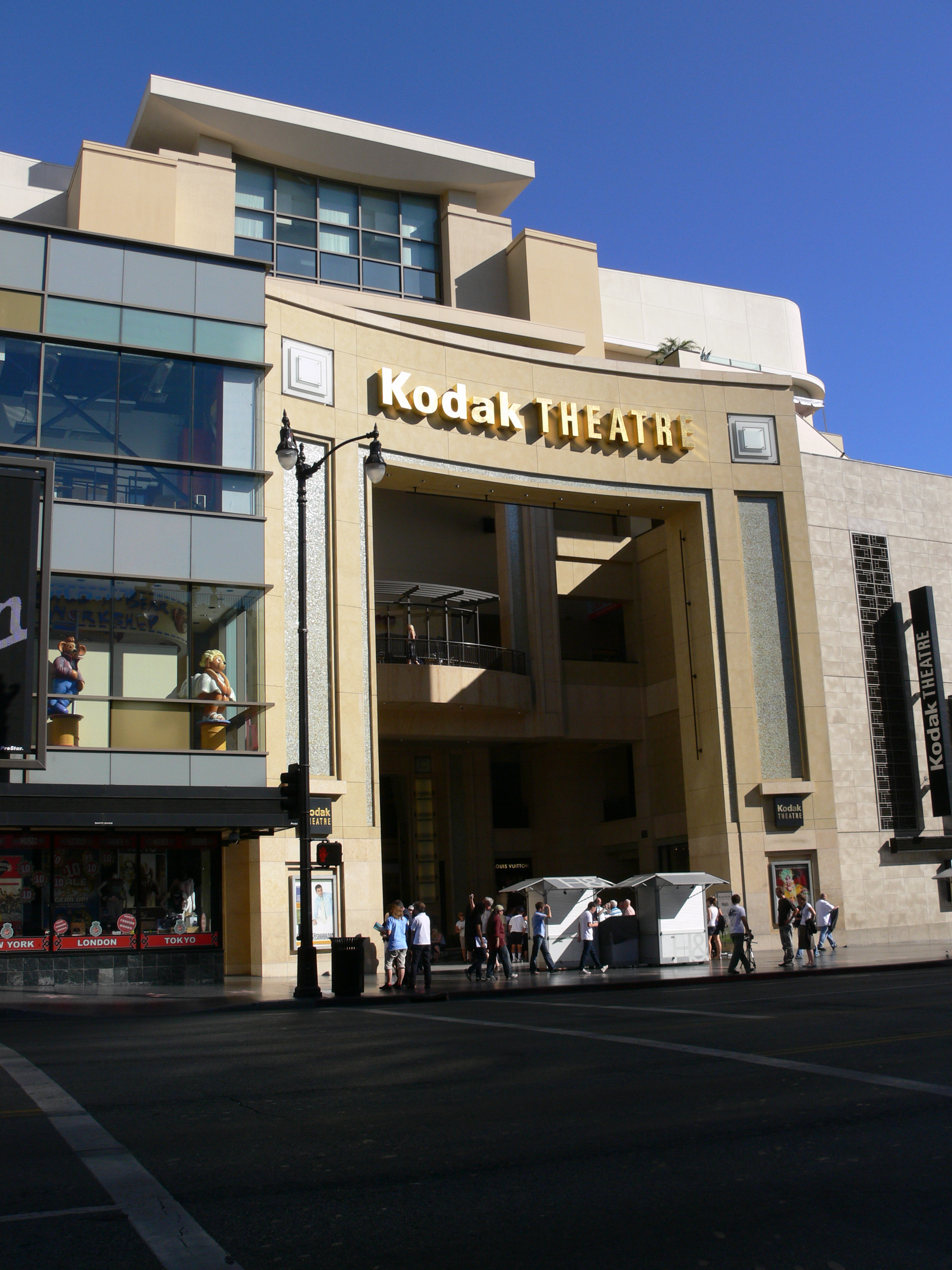
Долбі театр (раніше Кодак театр)